# ぢるぢる旅行記
『ぢるぢる旅行記』（ぢるぢるりょこうき）は、ねこぢると山野一の夫婦によるルポルタージュ漫画作品。

## 概要
本作はアジアの異国を訪れたねこぢると山野一がインドやネパールの土着的な日常風景や神秘的な宗教観を独特の目線でシュールに描写したエッセイ漫画である。「インド編」では1995年2月から同年3月にかけてインドのバラナシを放浪した夫妻の様子が描かれており、作中ではガンジャ（大麻を意味するジャマイカ語で語源はヒンディー語の「神の草」に由来）やバングラッシー（大麻入りヨーグルト）など国内では違法な薬物も度々登場する。
始めに『まんがガウディ』（ぶんか社）に1996年1月号から1997年2月号（休刊号）まで連載され、『まんがガウディ』の休刊後は後継誌『まんがアロハ!』（ぶんか社）に連載を移し、同誌1997年7月号から11月号まで連載、翌1998年2月にぶんか社から『ぢるぢる旅行記 インド編』として単行本化されたのち『まんがアロハ!』に連載された「ネパール編」（未完）も収録した『ぢるぢる旅行記 総集編』が2001年に青林堂から刊行。2003年には山野一が文章で綴った追憶の旅行記『インドぢる』が文藝春秋（文春ネスコ）より刊行された。

## 主な登場人物
ねこぢる
漫画家。作中では猫の姿で描かれている。
山野一
特殊漫画家。ねこぢるの「旦那」である。

## エピソード
- インド編（まんがガウディ）
  - 第01話　ツンドラ（1996年1月号）
  - 第02話　夜行列車（1996年2月号）
  - 第03話　バラナシ（1996年3月号）
  - 第04話　バング（1996年4月号）
  - 第05話　聖地（1996年5月号）ヒンドゥー教の聖地としてのバラナシ（ヴァーラーナシー）
  - 第06話　クレイジー（1996年6月号）
  - 第07話　盗賊（1996年7月号）
  - 第08話　火葬（1996年8月号）
  - 第09話　サドゥー・前編（1996年9月号）
  - 第10話　サドゥー・後編（1996年10月号）
  - 第11話　音（1996年11月号）
  - 第12話　ホーリー（1996年12月号）
  - 第13話　カースト（1997年1月号）
  - 第14話　シンクロ（1997年2月号）インドでの地下鉄サリン事件の報道
- インド編（まんがアロハ!）
  - 第15話　となりの日本人（1997年7月号）
  - 第16話　ガネーシャ（1997年8月号）
  - 第17話　波長（1997年9月号）
  - 第18話　自由（1997年10月号）カースト制度下での自由恋愛
  - 第19話　とんび（1997年11月号）
- ネパール編（まんがアロハ!）
  - 第01話　ネパール（1997年12月号）
  - 第02話　寺院（1998年2月号）ヒンドゥー教の寺院（マンディル）
  - 第03話　カトマンズ（1998年3月号）
  - 第04話　イージーターゲット（1998年4月号）
  - 第05話　フリークストリート（1998年5月号）
  - 第06話　スワヤンブナート（1998年6月号）